# 14-я Словенская дивизия

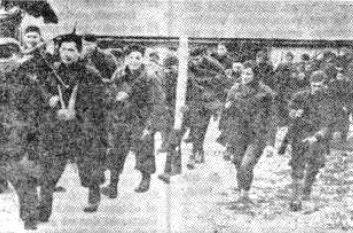
14-я дивизия в окрестностях Свети-Яни

14-я Словенская ударная дивизия НОАЮ (сербохорв. Четрнаеста словеначка ударна дивизија НОВJ / Četrnaesta slovenačka udarna divizija NOVJ, словен. 14. (slovenska) udarna divizija NOVJ) — военное подразделение Народно-освободительной армии Югославии, участвовавшее в боях на территории Словении в годы Второй мировой войны.

## История
Дивизия сформирована 13 июля 1943 в Доленьском на основе 1-й словенской пролетарской ударной бригады имени Тоне Томшича и 2-й словенской ударной бригады имени Любомира Шерцера. 24 июля дивизия вместе с 15-й Словенской дивизией приняла боевое крещение в битве за итальянскую крепость Жужемберк, которая перешла в многодневное уличное столкновение. После ухода из Жужемберка дивизия отбивала многочисленные атаки итальянских войск.
9 августа в состав дивизии была включена 3-я словенская ударная бригада имени Ивана Градника и затем 7-я словенская ударная бригада имени Франце Прешерна, тем самым численность дивизии выросла до 2400 человек. После капитуляции Италии в состав дивизии вошли ещё три бригады, две из которых были расформированы. Из состава дивизии вышли 3-я и 7-я бригада, их место в конце сентября заняла 13-я словенская ударная бригада имени Мирко Брачича. В начале октября дивизия вошла в состав 7-го словенского корпуса. В ходе боёв за Штампетов мост в ночь с 13 на 14 октября 1943 дивизия разрушила железную дорогу, соединяющую Любляну с Триестским заливом. С 21 октября по 10 ноября 1944 дивизия отбивала атаки немцев в рамках «Роммелевского наступления».
После окончания немецкого наступления в составе 7-го корпуса 14-я дивизия 22 ноября взяла Грахово, затем ею были освобождены Церкница и Бегуне, 1 декабря были взяты Велике-Лашче. 9 декабря дивизия завязала бой с полицаями в Кочевье, однако подоспевшие части 162-й тюркской пехотной дивизии вытеснили партизанские части. Эти изматывающие бои ослабили довольно сильно саму дивизию: к 6 января 1944, дате начала Штирийского рейда, в составе дивизии были боеспособными всего 1127 человек. В ходе прорыва через Жумберок, Покуле и Хорватское Загорье дивизия недосчиталась половины состава.
В Савиньских Альпах дивизия отдохнула, после чего начала атаковать небольшие немецкие гарнизоны. Во второй половине 1944 и начале 1945 годов она не сворачивала деятельность, несмотря на рост численности присутствовавших там войск, освободив несколько провинций. 26 октября 1944 14-я дивизия получила звание ударной. В конце войны она занималась ликвидацией немецких частей и словенских коллаборационистских банд в Каринтии.

## Марш дивизии
«Песня 14-й дивизии» (словен. Pesem 14. divizije), известная под оригинальным названием «Плывёт песня борьбы и победы», стала маршем дивизии. Музыку написал композитор Светозар Маролт, слова — поэт Карел Дестовник, Народный герой Югославии и руководитель культурного отдела 14-й дивизии. Впервые сборник стихов и песен Дестовника был напечатан в конце 1943 года.